# Rrustem Mustafa
Rrustem Berisha (ur. 27 lutego 1971 w Përpellacu) – kosowski wojskowy i polityk, żołnierz UÇK, deputowany do Zgromadzenia Kosowa, zbrodniarz wojenny.

## Życiorys
W latach 1998–1999 służył w UÇK jako komendant. Pod jego dowództwem serbska, jak i albańska ludność cywilna miała być mordowana, przetrzymywana w więzieniach, torturowana oraz pozbawiana dostępu do pożywienia i wody. W kwietniu 1999 roku Mustafa miał nakazać Nazifowi Mehmetiemu zabicie pięciu kosowskich Albańczyków przetrzymywanych w dwóch więzieniach, którzy zostali oskarżeni o współpracę z siłami jugosłowiańskimi.
Po zakończeniu wojny w latach 1999–2001 służył w Korpusie Ochrony Kosowa; zaangażował się także w działalność polityczną, w wyborach parlamentarnych z 2001 roku z sukcesem ubiegał się o mandat deputowanego, również pełnił funkcję wiceprzewodniczącego Demokratycznej Partii Kosowa. 11 sierpnia 2002 roku został aresztowany i postawiony przed Sądzem Rejonowym w Prisztinie, który składał się z międzynarodowych sędziów działających w ramach misji UNMIK; w lipcu następnego roku został skazany na 17 lat pozbawienia wolności za udział w zabójstwie pięciu kosowskich Albańczyków, po dwóch latach wyrok uchylono. W wyniku wyborów parlamentarnych z 2007 roku ponownie został deputowanym z ramienia Demokratycznej Partii Kosowa.
W 2008 roku prokuratura EULEX oskarżyła Rrustema Mustafę o nielegalne pozbawianie wolności oraz torturowanie ludności albańskiej; proces rozpoczął się 25 marca następnego roku, oskarżony nie przyznał się do winy. Dnia 2 października tegoż roku został skazany na 4 lata pozbawienia wolności; 15 lutego 2010 roku Mustafa odwołał się od wyroku, który 26 stycznia 2011 został częściowo utrzymany w mocy: podtrzymano wyrok skazujący za zbrodnie wojenne, natomiast skierowano do ponownego rozpatrzenia sprawę o przetrzymywanie więźniów. Proces ten rozpoczął się w lipcu 2012, jednak został odroczony do 17 września tegoż roku.
7 czerwca 2013 roku ponownie został skazany przez Sąd Rejonowy w Prisztinie na karę 4 lat pozbawienia wolności, od której się odwołał. 6 listopada 2015 roku sąd podtrzymał wyrok.
Poza ojczystym językiem albańskim deklaruje znajomość języków serbskiego i chorwackiego.

## Życie prywatne
Żonaty, zamieszkał w Prisztinie.